# بوهلرتال
بوهلرتال (به آلمانی: Bühlertal) یک منطقهٔ مسکونی در آلمان است که در راشتات واقع شده‌است. بوهلرتال ۸٬۱۲۴ نفر جمعیت دارد.

## خواهرخوانده
شهر Faverges خواهرخواندهٔ بوهلرتال هست.

## جستارهای وابسته

بوهلرتال - Bühlertal
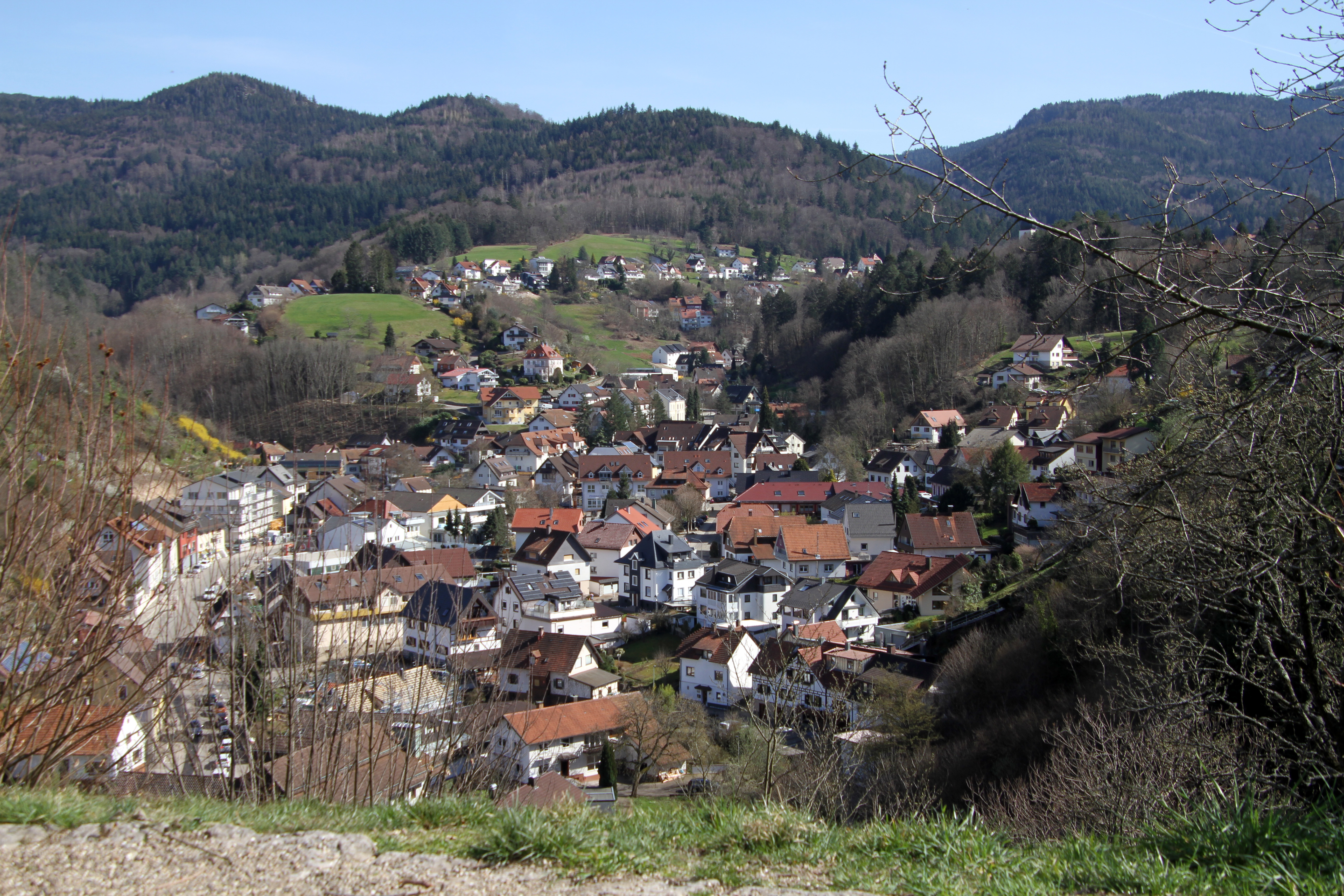
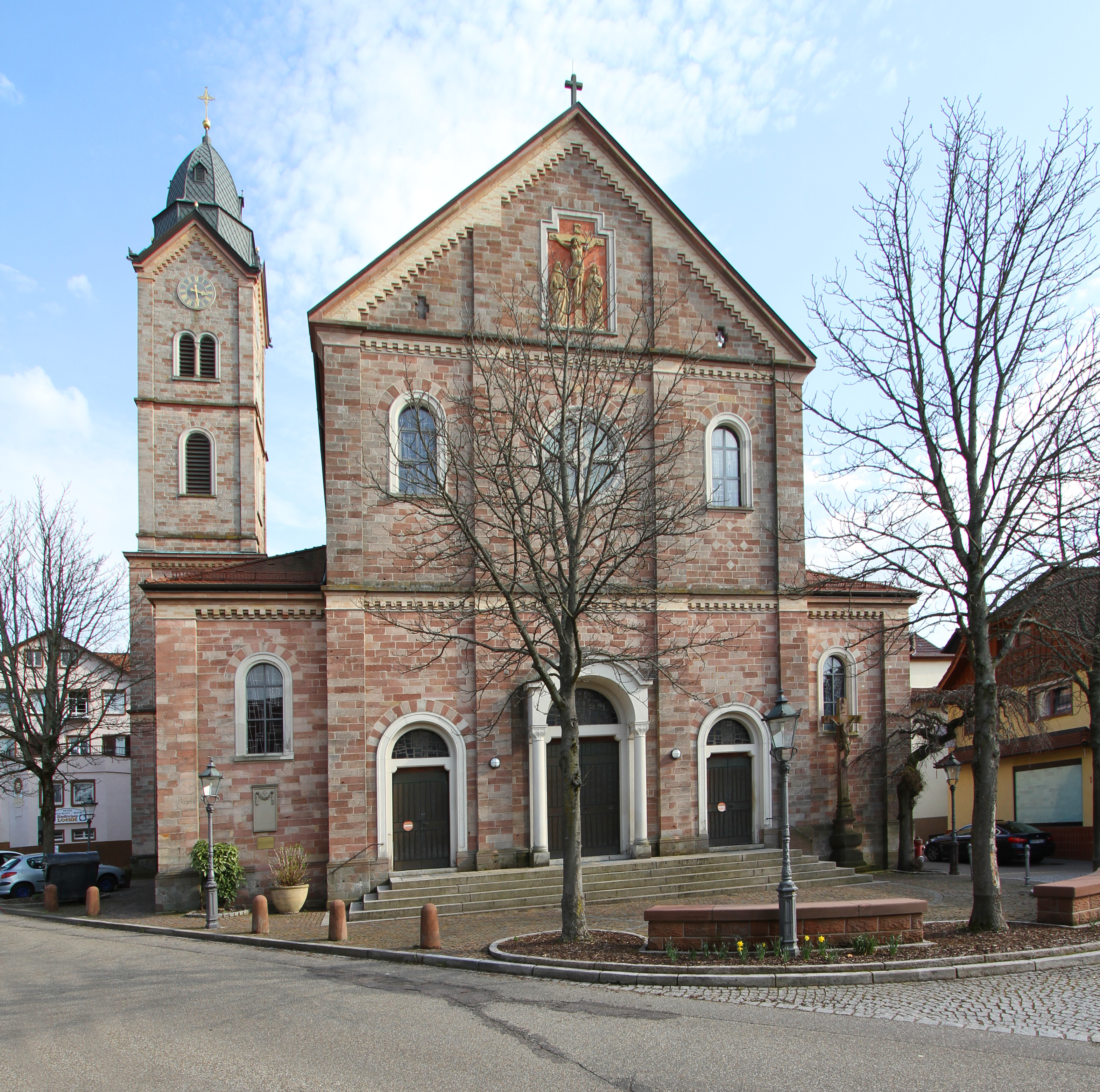
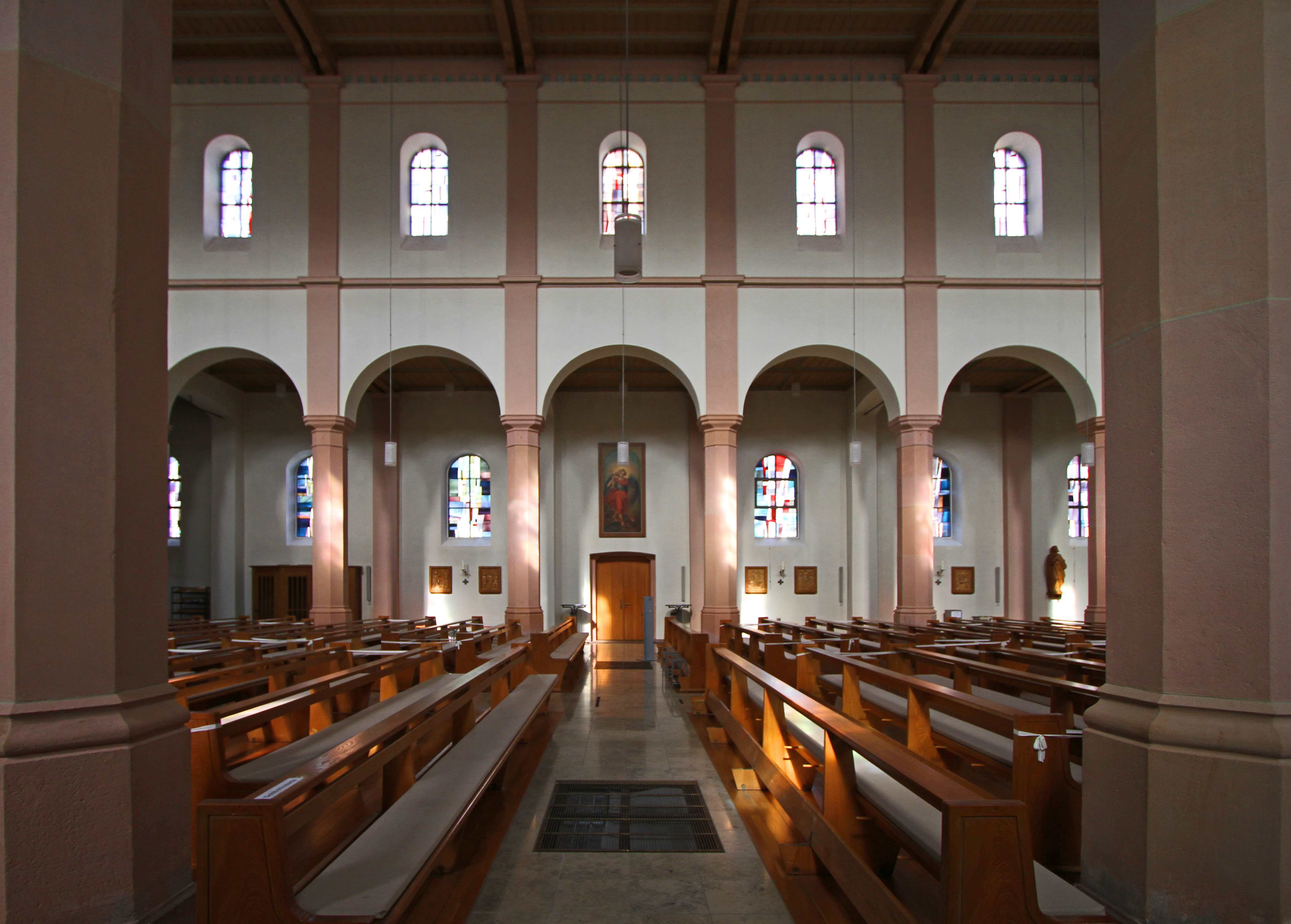
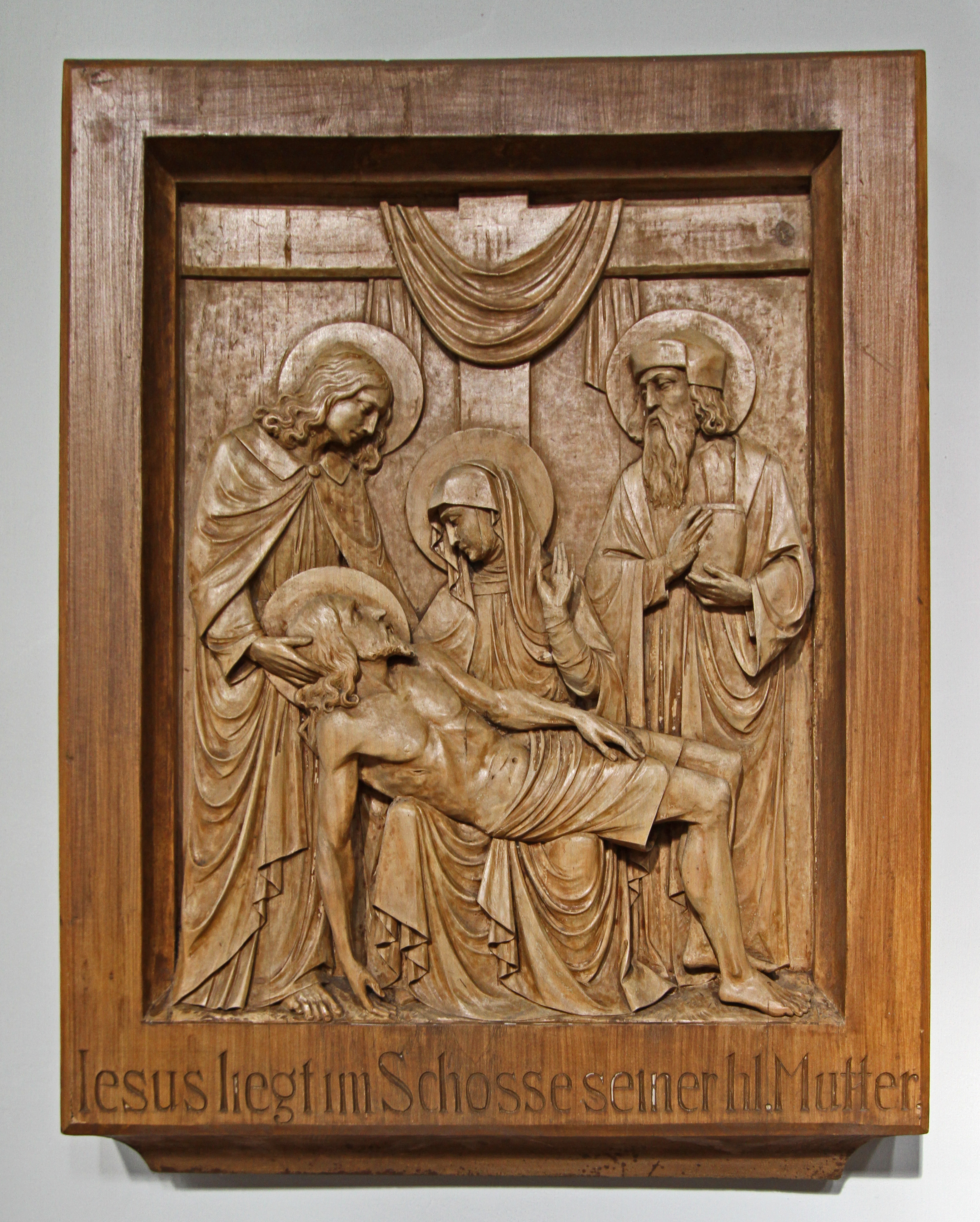
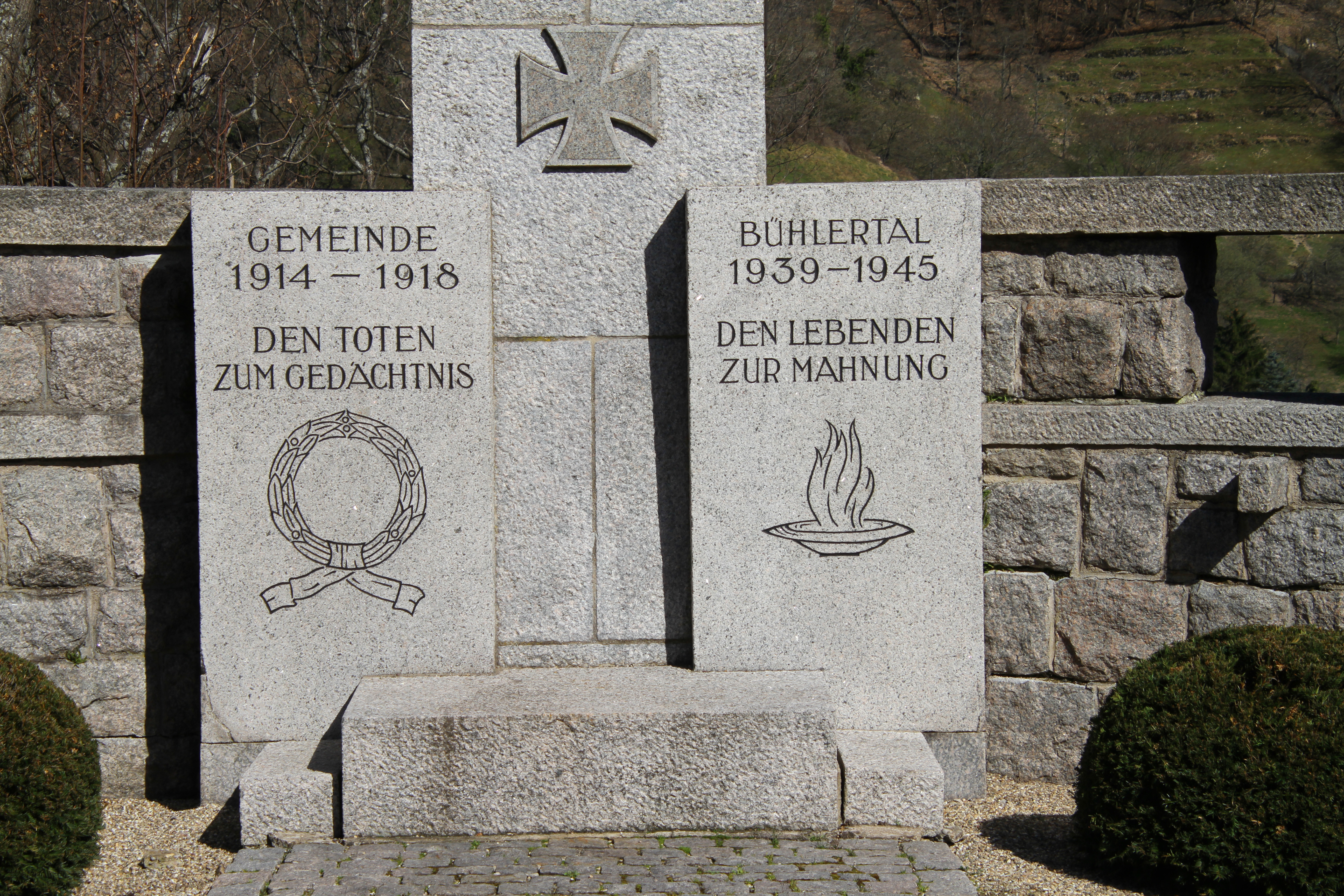
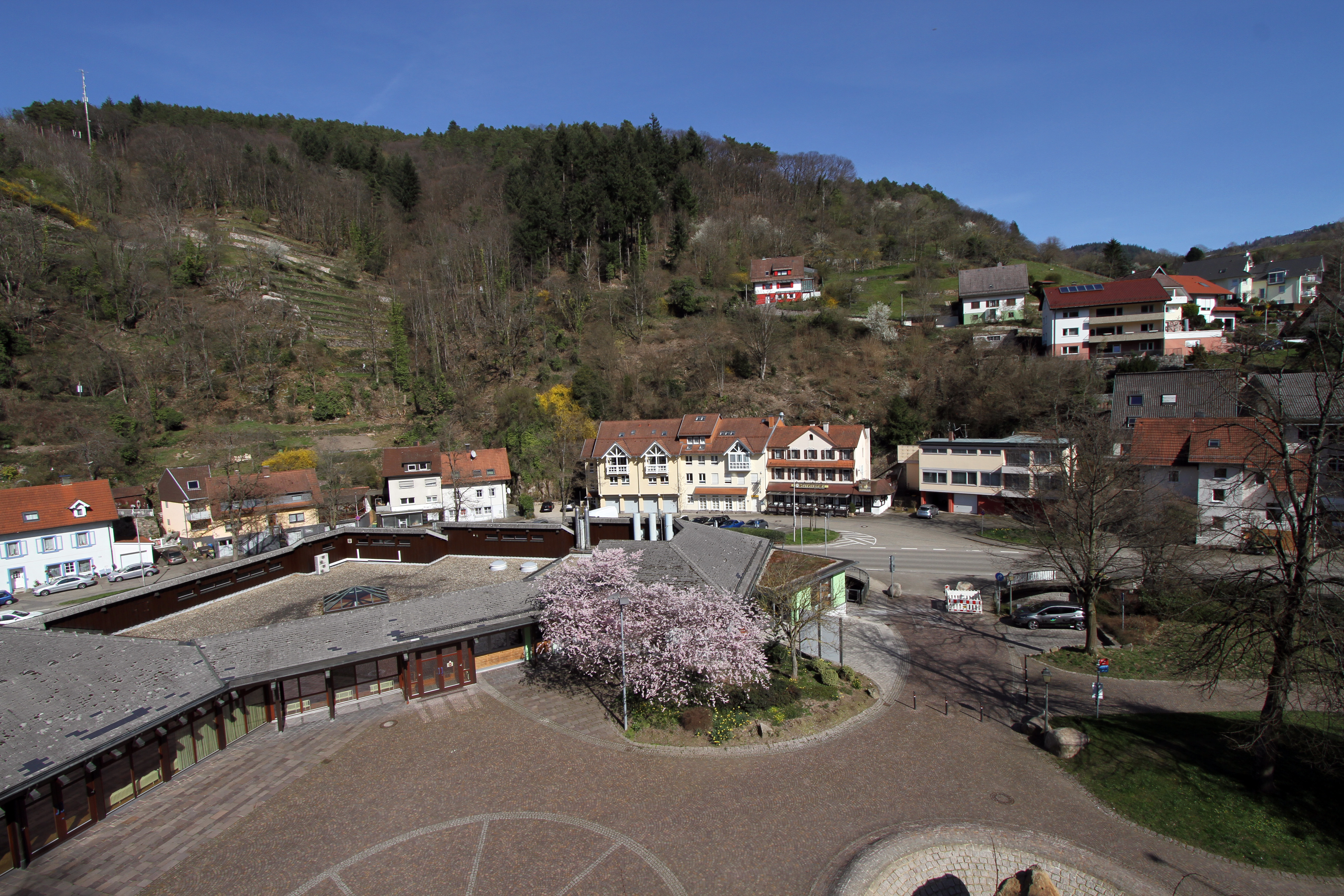
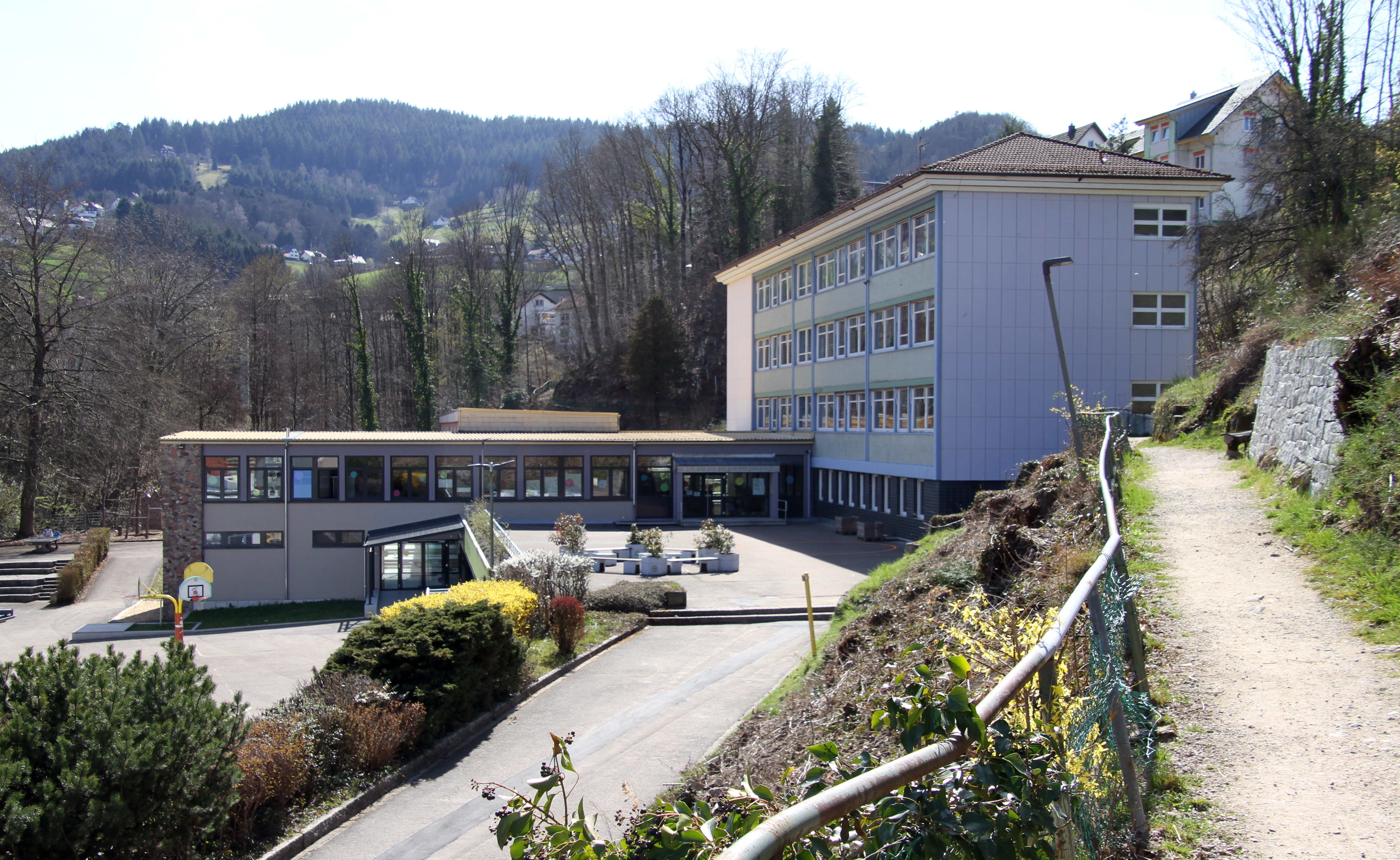
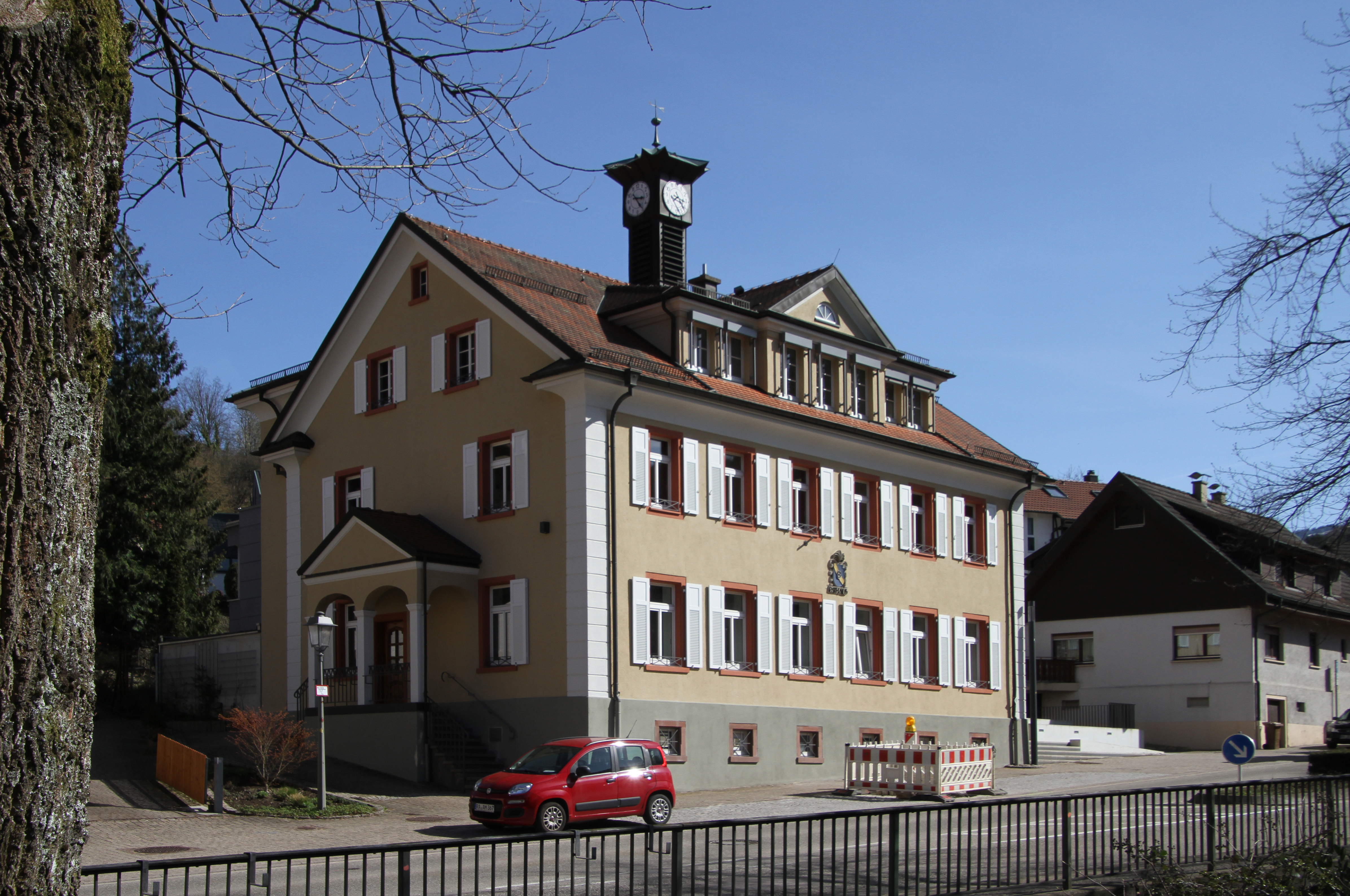
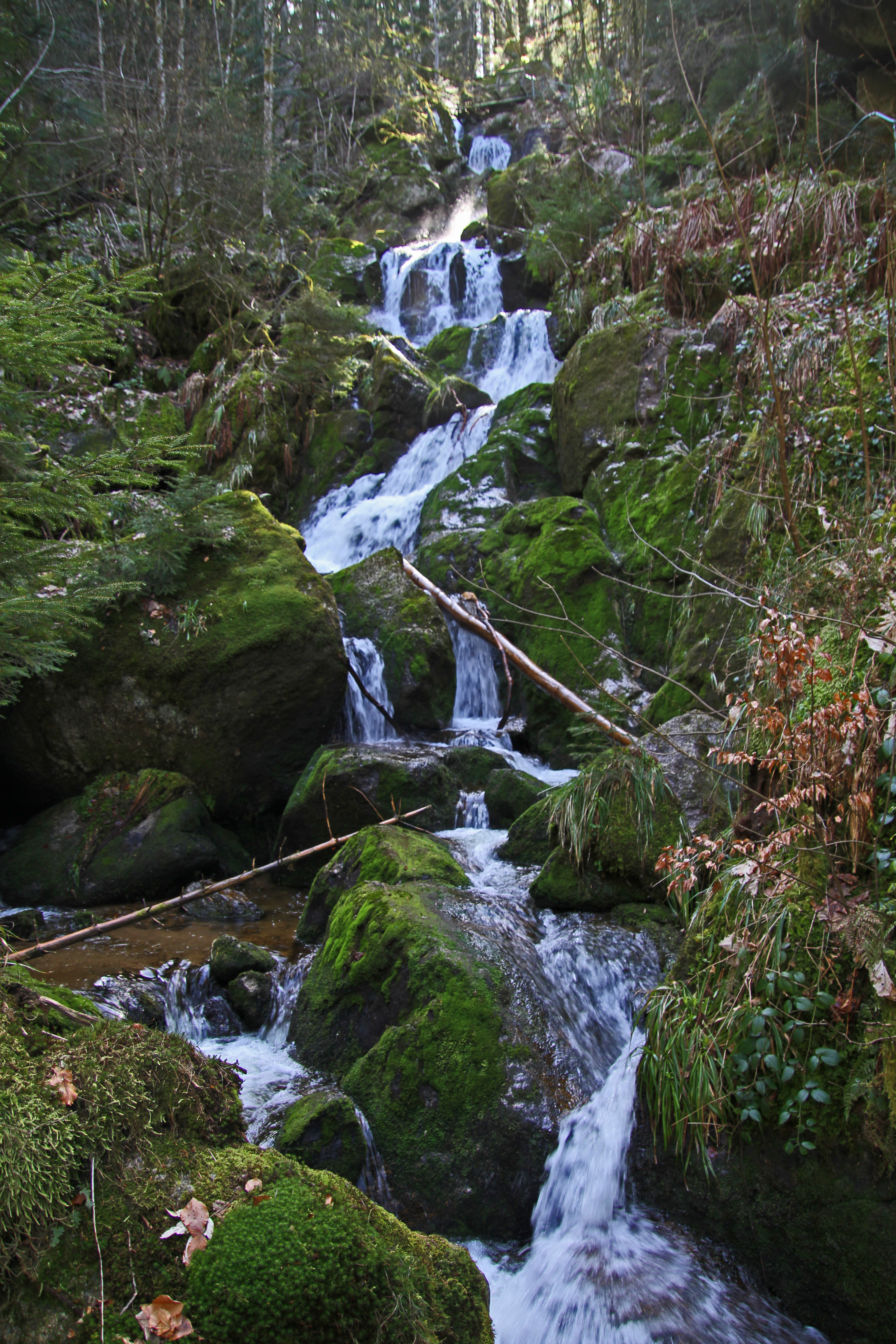